# FC Victoria Chișinău
El Fotbal Club Victoria Chișinău, comúnmente conocido como Victoria Chișinău, o simplemente Victoria, es un club de fútbol moldavo con sede en Chișinău, Moldavia. El club fue fundado en 1995 y actualmente juega en la Liga 1 de Moldavia.

## Palmarés
- Liga 1 de Moldavia

Campeón (1): (2017)
- Liga 2 de Moldavia

Campeón (2): (2010–11, 2011–12)

## Refefencias
1. ↑  «Moldova - List of Foundation Dates» (en inglés). RSSSF. Consultado el 14 de mayo de 2024.